# Wilbur Park
Wilbur Park é uma aldeia localizada no estado americano do Missouri, no Condado de St. Louis.

## Demografia
Segundo o censo americano de 2000, a sua população era de 475 habitantes.
Em 2006, foi estimada uma população de 462, um decréscimo de 13 (-2.7%).

## Geografia
De acordo com o United States Census Bureau tem uma área de 0,2 km², dos quais 0,2 km² cobertos por terra e 0,0 km² cobertos por água.

## Localidades na vizinhança
O diagrama seguinte representa as localidades num raio de 4 km ao redor de Wilbur Park.